# Chioglossa lusitanica
La salamandra rabilarga (Chioglossa lusitanica) es una especie de anfibio urodelo de la familia Salamandridae, endémica del noroeste de la península ibérica, llegando hasta el río Tajo por Portugal. Es una salamandra pequeña, alargada y esbelta con una cola muy larga que puede amputarse como el rabo de las lagartijas.

## Descripción y hábitat

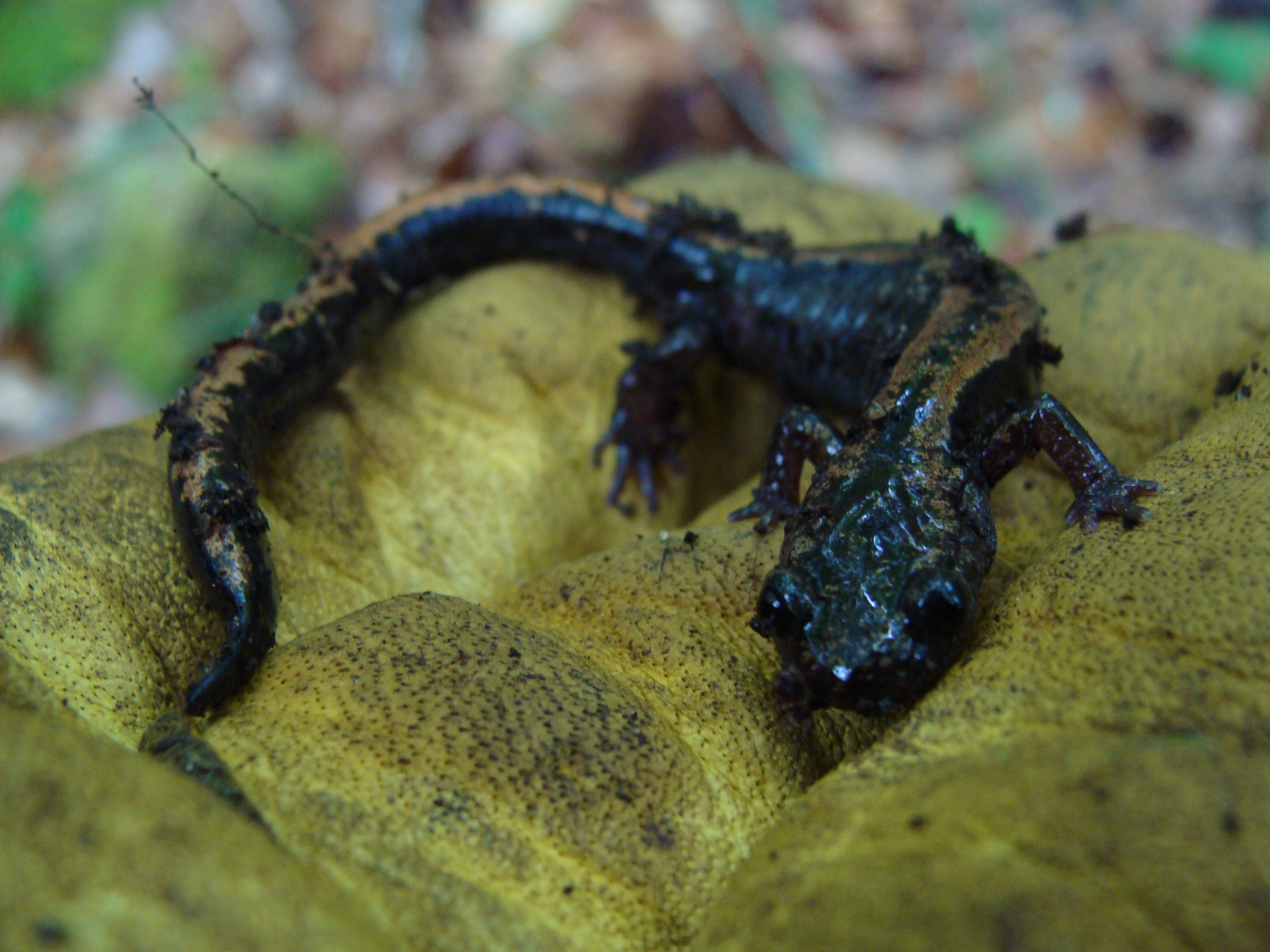
Chiolosa Lusitanica en corrientes de agua, zona húmeda.

Muy vivaz, de cuerpo alargado, dorso negruzco con dos rayas pardo doradas que se unen en la base de la cola, bastante larga que llega a dos veces y media el tamaño del cuerpo. En total mide unos 13 cm, con máximos de 16 o más. Con su lengua evaginable y protáctil captura pequeñas arañas, babosas, coleópteros y otros insectos para alimentarse.
Rara vez aparece por encima de los 1000 m s. n. m., viviendo en corrientes de aguas frías, con vegetación ribereña densa. Más activa durante la noche es semiterrestre y se halla bajo piedras, entre el musgo u hojarasca, siempre cerca de arroyos con agua corriente y limpia. En tierra se desplaza muy rápido, cual lagartija. Habita zonas de clima atlántico muy húmedo, en bosques caducifolios.
Las larvas nacen a las 6 a 9 semanas tras el amplexo. Son muy alargadas, de unos 4 o 5 cm de longitud antes de la metamorfosis, a veces llegan a 9 cm. Las branquias están poco desarrolladas y la cola está comprimida lateralmente. Poco pigmentadas al nacer se van oscureciendo con la edad, siendo muy oscuras las que pasan el invierno en ese estado larvario. La mayoría de los individuos se metamorfosean en el primer año, pero pueden tardar dos en hacerlo.

## Sistemática
Fue descrita por primera vez en 1864 por el zoólogo y político portugués José Vicente Barbosa du Bocage.
Existen dos subespecies, una al norte del río Mondego en Portugal, C. l. longipes y otra al sur, C. l. lusitanica. Además del rango de distribución, se diferencian porque la subespecie septentrional posee las patas y los dedos más largos.

## Conservación
Es una especie protegida por el Convenio de Berna y aparece en el Real Decreto 139/2011, que regula el Catálogo Español de Especies Amenazadas, en la categoría de «Vulnerable». Catalogada como «vulnerable» en la Lista Roja de la UICN, sus mayores amenazas son la contaminación por productos agro-químicos, pérdida de hábitat boscoso adyacente a los arroyos, detracción de agua para riegos y otros usos, canalizaciones de los arroyos, plantaciones de eucaliptos y pinos y pérdida de hábitat por incendios forestales.
Si bien su hábitat es preferentemente en las zonas sombrizas y húmedas del bosque caducifolio, este anfibio pervive de igual manera en las plantaciones de eucaliptos, con tal de que existan cursos de agua en una zona próxima, lo que permite interpretar que en el ambiente climático del noroeste peninsular la desecación que ocasionarían los eucaliptos no es excesiva (Arnold y Burton, 1987; Vences, 1988 y 1990).